# Lijst van crematoria in Nederland
Deze pagina biedt een overzicht van crematoria in Nederland.

## Crematoria in Nederland
1. Crematorium & Uitvaartcentrum Alkmaar
2. Begraafplaats & Crematorium Almere in Almere Stad
3. Begraafplaats & Crematorium Moscowa in Arnhem
4. Crematorium Velsen in Driehuis, 1913[1]
5. Begraafplaats en Crematorium Den en Rust in Bilthoven
6. Begraafplaats en Crematorium Rotterdam Hofwijk in Rotterdam
7. Crematoria Twente/Oost Nederland B.V. in Enschede
8. Crematoria Twente/Oost Nederland B.V. in Almelo
9. Crematorium & Begraafplaats Zegestede in Roosendaal
10. Crematorium Alphen aan den Rijn in Alphen aan den Rijn
11. Crematorium en Begraafplaats Rusthof in Leusden
12. Crematorium Berkendonk in Helmond, 2017
13. Crematorium Boschhuizen in Venray
14. Crematorium Cereshof in Stadskanaal[2]
15. Crematorium De Meerdijk in Emmen
16. Crematorium Duin- en Bollenstreek in Lisse[3]
17. Crematorium de Omarming in Zutphen, 2012
18. Crematorium Dieren in Dieren, 1954 [4]
19. Crematorium Domstede in Utrecht
20. Crematorium en Begraafplaats Schifferheide in Kerkrade
21. Crematorium en Uitvaartcentrum Hoorn in Hoorn
22. Crematorium en Uitvaartcentrum Oost-Groningen in Winschoten
23. Crematorium en Uitvaartcentrum Zaanstad in Zaandam
24. Crematorium Heeze in Heeze
25. Crematorium Heidehof in Ugchelen
26. Crematorium Iepenhof in Delft
27. Crematorium Jonkerbos in Nijmegen, 1984
28. Crematorium Kranenburg in Zwolle, 1984 (begraafplaats sinds 1933)
29. Crematorium Maaslanden - Nieuwkuijk in Nieuwkuijk
30. Crematorium Meerbloemhof in Zoetermeer
31. Crematorium Midden Limburg BV in Baexem
32. Crematorium Nedermaas in Geleen
33. Crematorium Noorderveld in Nieuwegein
34. Crematorium Purmerend in Purmerend
35. Crematorium Rijtackers in Eindhoven
36. Crematorium Terneuzen in Terneuzen
37. Crematorium Tussen de bergen in Roermond in Roermond
38. Crematorium voor Tilburg en omstreken B.V. in Tilburg
39. Crematorium Wâldhôf in Opeinde
40. Crematorium Zoomstede in Bergen op Zoom
41. De Essenhof Gemeentelijke begraafplaatsen en crematorium Dordrecht in Dordrecht
42. De Nieuwe Ooster in Amsterdam
43. Crematorium Berkenhove in Aalten
44. Herdenkingspark Westgaarde in Amsterdam
45. Rouwcentrum & Crematorium De Boskamp in Assen
46. La Grande Suisse in Maastricht
47. Begraafplaats, Crematorium en Uitvaartwinkel Beukenhof in Schiedam
48. Crematorium en Begraafplaats IJsselhof in Gouda
49. Centrum voor Uitvaartzorg Goutum in Goutum
50. Centrum voor Uitvaartzorg Ölandhorst in Lelystad
51. Centrum voor Uitvaartzorg Beuningen & Rijk voor Nijmegen in Beuningen
52. Centrum voor Uitvaartzorg Reestborgh in Meppel
53. Centrum voor Uitvaartzorg Steenbrugge in Diepenveen
54. Centrum voor Uitvaartzorg Stilleweer in Appingedam
55. Begraafplaats Daelwijck in Utrecht, 1970 (begraafplaats sinds 1967)
56. Crematorium en Begraafplaats Eikelenburg in Rijswijk
57. Crematorium Nieuw Eykenduynen in Den Haag (1962-2017)[5]
58. Crematorium Haagse Duinen (geopend april 2017)
59. Crematorium Groningen in Groningen, 1960
60. Crematorium Haarlem in Haarlem
61. Crematorium Heerlen in Heerlen
62. Crematorium Ockenburgh in Den Haag, 1966
63. Crematorium Rhijnhof in Leiden, 1991
64. Crematorium Rotterdam in Rotterdam  1970
65. Crematorium Schagerkogge in Schagen
66. Crematorium Schoterhof in Heerenveen
67. Crematorium Slangenburg in Doetinchem
68. Crematorium Slingerbos in Ede
69. Crematorium Venlo-Blerick in Venlo
70. Crematorium Waalstede in Nijmegen
71. Crematorium Weerterland in Weert, 2015
72. Crematorium en Begraafplaatsen in Breda
73. Crematorium Laren in Laren NH
74. Crematorium 't Lief in Beesd[6]
75. Crematorium de Lariks in Hardenberg
76. Crematorium Ommeland en Stad in Eelderwolde
77. Crematorium en Uitvaartcentrum Noordoost Fryslân in Dokkum
78. Buitenplaats Zevenhutten in Cuijk